# Lista podmiotów niepewnych
Lista podmiotów niepewnych (chiń. 不可靠实体清单) – system ogłoszony przez Ministerstwo Handlu Chińskiej Republiki Ludowej 31 maja 2019 roku, którego szczegółowe postanowienia zostały oficjalnie opublikowane 19 września 2020 roku. Ministerstwo Handlu Chin oświadczyło, że zagraniczne organizacje biznesowe lub osoby fizyczne, które nie przestrzegają zasad rynkowych, łamią umowy, nakładają blokady lub ograniczenia dostaw na chińskie firmy w celach niekomercyjnych i poważnie szkodzą prawom i interesom chińskich firm, zostaną wpisane na listę. Na podmioty na liście mogą być nałożone kary i zakaz podróżowania do Chin.

## Realizacja
Na dzień 9 kwietnia 2025 roku na liście znajdowało się 55 podmiotów (wszystkie ze Stanów Zjednoczonych). Z wyjątkiem dwóch firm, które spotkały się z represjami w związku z nałożeniem przez drugą administrację Trumpa ceł na Chiny, pozostałe zostały objęte sankcjami z powodu sprzedaży broni Tajwanowi przez Stany Zjednoczone.
W 2025 roku na liście znajdowały się takie podmioty jak Illumina, PVH Corp., Lockheed Martin, Anduril Industries, Shield AI.
Począwszy od 14 maja 2025 r., zgodnie z konsensusem osiągniętym podczas rozmów gospodarczych i handlowych między Chinami a USA, Ministerstwo Handlu postanowiło zawiesić egzekwowanie niektórych podmiotów na liście.